# デンテツターミナルビル前停留場

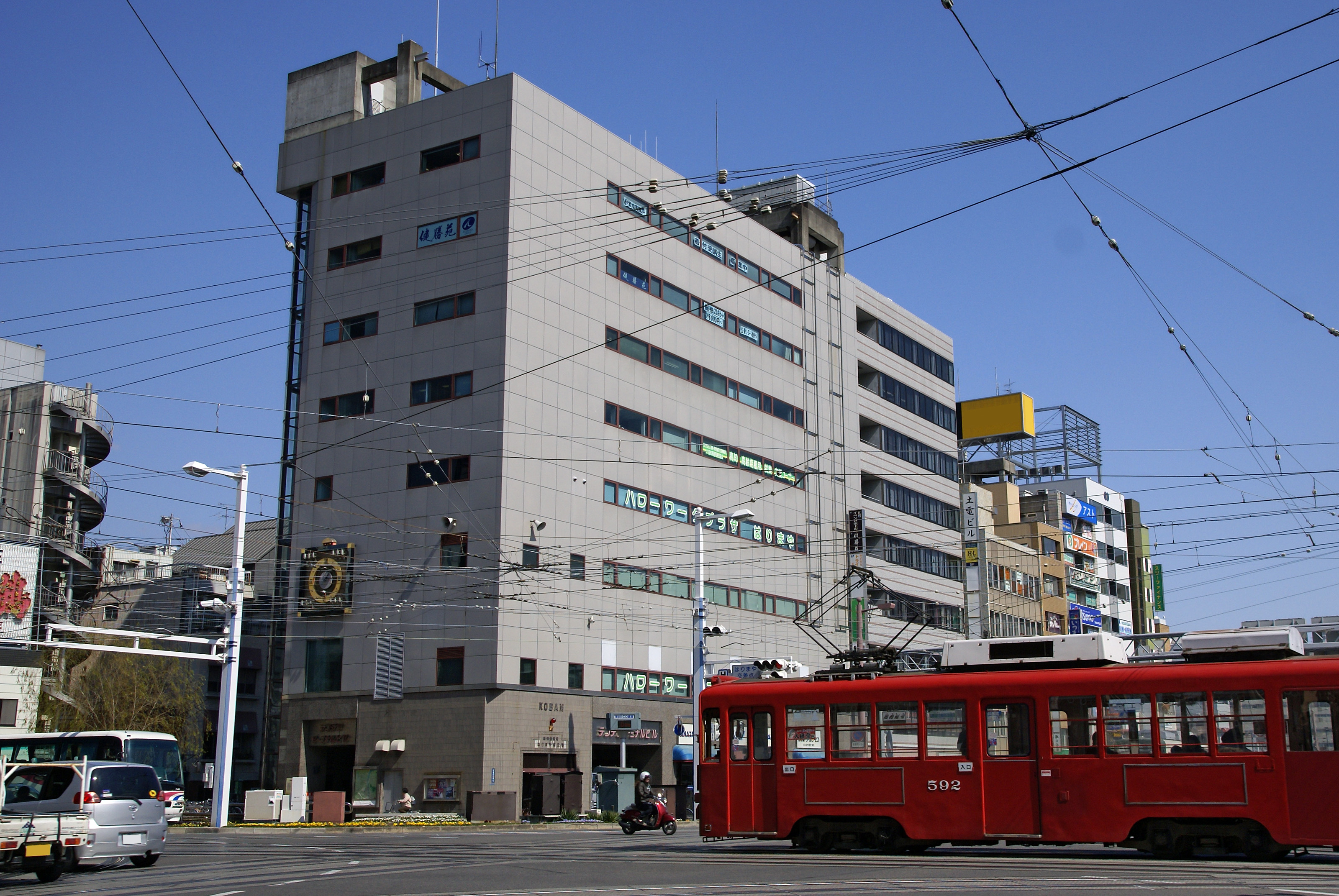
デンテツターミナルビル

デンテツターミナルビル前停留場（デンテツターミナルビルまえていりゅうじょう）は、高知県高知市はりまや町一丁目にある、とさでん交通後免線の路面電車停留場。電鉄ターミナルビル前の表記も見られる。
隣のはりまや橋停留場は、はりまや交差点の向かい側にある。

## 歴史
当停留場は1908年（明治41年）、伊野線の堀詰停留場から後免線の下知停留場までの区間が開通したのに合わせて土佐橋停留場（とさばしていりゅうじょう）として開業した。しかし1944年（昭和19年）、隣にあった八幡通停留場に統合され廃止される。
そこから再び停留場が設けられたのは1958年（昭和33年）、浦戸町土電会館前停留場（うらどまちとでんかいかんまえていりゅうじょう）として復活した。このとき停留場に設けられたのは上り後免町方面行きの乗り場のみ。停留場名はその後、1973年（昭和48年）にとでん西武百貨店前停留場（とでんせいぶひゃっかてんまえていりゅうじょう）への改称を経て1992年（平成4年）よりデンテツターミナルビル前停留場を称するようになった。下りはりまや橋方面行きの乗り場が設置されたのは2005年（平成17年）。はりまや橋停留場の伊野線伊野方面行き乗り場が移設されたのに伴い、従来の乗り場がそのまま当停留場の乗り場に転用された。

### 年表
- 1908年（明治41年）10月31日：土佐電気鉄道の土佐橋停留場として開業[1]。
- 1944年（昭和19年）4月1日：八幡通停留場に統合され廃止[1]。
- 1958年（昭和33年）3月26日：浦戸町土電会館前停留場として再開業[1]。乗り場は後免町方面行きのみ[2]。
- 1973年（昭和48年）9月1日：とでん西武百貨店前停留場に改称[1][2]。
- 1977年（昭和52年）6月20日：八幡通停留場が廃止[1]。
- 1992年（平成4年）4月19日：デンテツターミナルビル前停留場に改称[1][3]。
- 2005年（平成17年）4月1日：はりまや橋停留場の伊野方面行き乗り場移設に伴い、交差点東側にあったそれまでの乗り場を当停留場の乗り場に変更[3]。
- 2014年（平成26年）10月1日：土佐電気鉄道が高知県交通・土佐電ドリームサービスと経営統合し、とさでん交通が発足[4]。とさでん交通の停留場となる。

## 停留場構造
デンテツターミナルビル前停留場は後免線の併用軌道区間にあり、道路上にホームが置かれる。ホームははりまや交差点の東側に2面あり、東西方向に伸びる2本の線路を挟み込むように配されるが、互いのホーム位置は斜向かいにずれている。西寄りにあるのがはりまや橋方面行きの5番乗り場、東寄りにあるのが後免町方面行きの6番乗り場（1番から4番ははりまや橋停留場の乗り場）。5番乗り場はかつてはりまや橋停留場の伊野線伊野方面行き乗り場だったが、2005年に同停留場の連絡線新設工事に伴い乗り場が交差点の西側に移設されたのを受け、当停留場の乗り場へと改められた。
両ホーム間には渡り線が設置されている。これは伊野線はりまや橋止まりの電車が設定されていた時代の名残である。
| | ↑ 桟橋線（駅前線） 高知駅前方面            |                     |
| ← 伊野線 伊野方面 | デンテツターミナルビル前停留場付近配線略図 | → 後免線 後免町方面 |
| | ↓ 桟橋線 桟橋通五丁目方面                  |                     |
| 凡例 出典:服部重敬 編著『路面電車新時代』山海堂、2006年、295頁 H : はりまや橋停留場、D : デンテツターミナルビル前停留場 |                                            |                     |

## 停留場周辺
停留場名にあるデンテツターミナルビルは停留場の北側、はりまや交差点北東角に建つ。一方、かつての停留場名にあったとでん西武は交差点南東角にあった百貨店。1958年（昭和33年）に土電会館として開業し、往時はホテル・デパート・バスターミナル・映画館が入居していたが、2002年（平成14年）に閉館した。
- 高知銀行東支店
- 高知よさこい情報交流館

## 隣の停留場
とさでん交通
後免線
菜園場町停留場 - デンテツターミナルビル前停留場 - はりまや橋停留場